# Gari Napalkov
Gari Jurjevič Napalkov (rusko Гарий Юрьевич Напалков), ruski smučarski skakalec, * 27. junij 1948, Nižni Novgorod, Sovjetska zveza.
Napalkov je v svoji karieri nastopil na dveh Zimskih olimpijskih igrah, v letih 1968 v Grenoblu, kjer je osvojil enajsto mesto na veliki skakalnici in štirinajsto na srednji, ter 1972 v Saporu, kjer je osvojil šesto mesto na veliki skakalnici in sedmo na srednji. Največji uspeha kariere je dosegel na Svetovnem prvenstvu 1970 v mestu Vysoké Tatry, kjer je osvojil naslov dvakratnega svetovnega prvaka na srednji in veliki skakalnici.